# Stenus strandi
Stenus strandi är en skalbaggsart som beskrevs av L. Benick 1937. Stenus strandi ingår i släktet Stenus, och familjen kortvingar. Arten är reproducerande i Sverige.